# 梅里·雷伊塞宁
梅里·雷伊塞宁（芬蘭語：Meeri Räisänen，1989年12月2日—），芬兰女子冰球运动员。她曾代表芬兰参加2014年、2018年和2022年冬季奥林匹克运动会冰球比赛，其中2018年和2022年冬季奥运会各获得一枚铜牌。